# كيفن ميرفي (موسيقي)
كيفن ميرفي (بالإنجليزية: Kevin Murphy)‏ هو موسيقي أمريكي، ولد في 1947 في سانت بول في الولايات المتحدة.

## وصلات خارجية
- كيفن ميرفي على موقع ميوزك برينز (الإنجليزية)
- كيفن ميرفي على موقع أول ميوزيك (الإنجليزية)
- كيفن ميرفي على موقع ديسكوغز (الإنجليزية)